# NGC 552
NGC 552 este o posibilă stea situată în constelația Peștii. A fost înregistrată în 13 septembrie 1784 de către William Herschel.